# Puñao

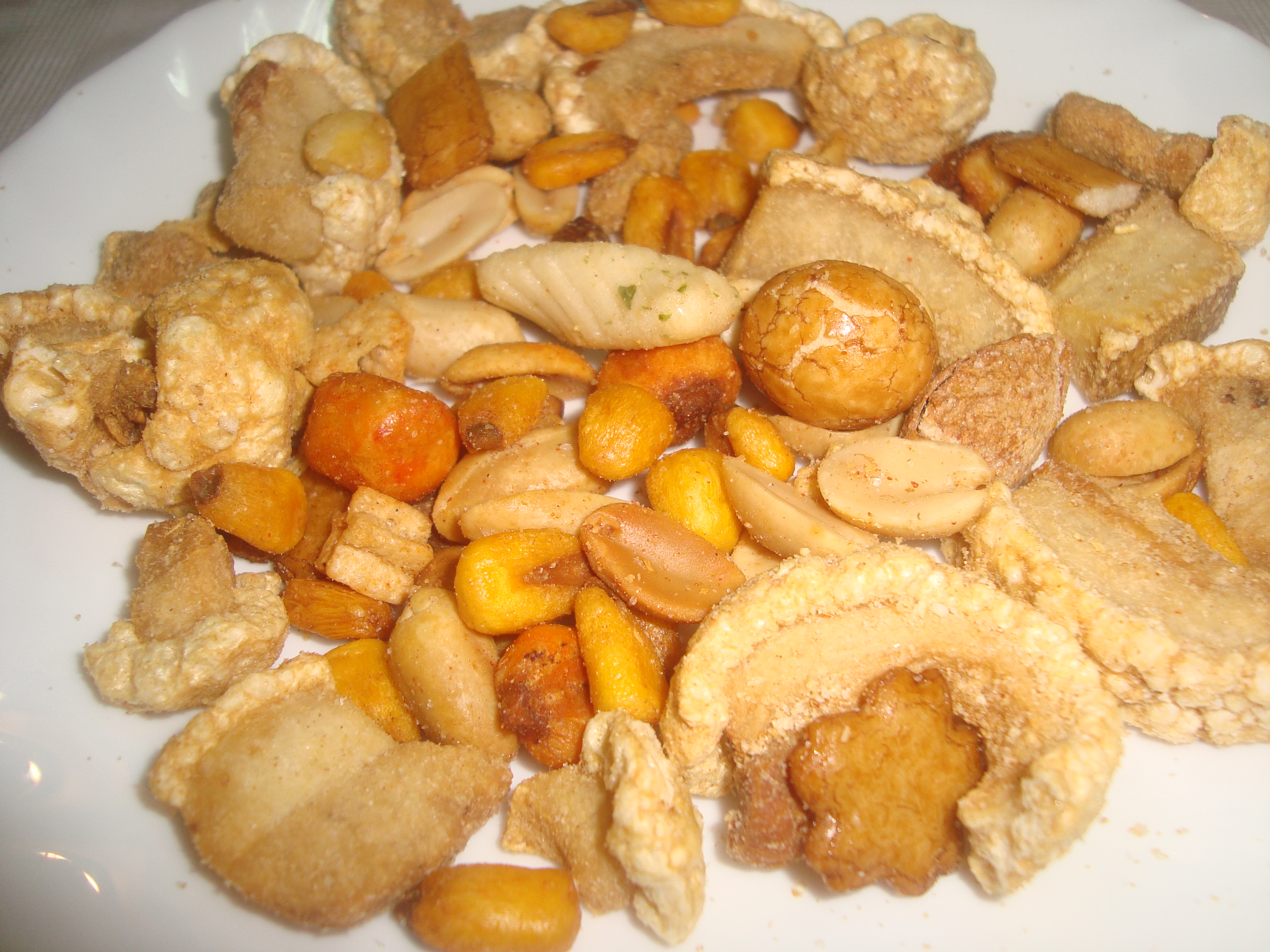
"Puñao"

El "puñao" es una bolsa o vaso de frutos secos (almendras, avellanas, garbanzos tostados, cañamones, habas, kikos, entre otras cosas) que se ofrece en las fiestas mayores, patronales o carnavales de diversos municipios manchegos. En ocasiones va acompañado de un par de bollos o magdalenas. Junto al puñao se ofrece cuerva (sangría), vino o limonada.

## Localidades
Entre otras localidades, el puñao se ofrece en:
Atalaya del Cañavate (Cuenca), Barchín del Hoyo (Cuenca), Casasimarro (Cuenca), El Provencio (Cuenca), Granátula de Calatrava (Ciudad Real), Herencia (Ciudad Real), Las Pedroñeras (Cuenca), Pandorga (Ciudad Real), Pozorrubielos de la Mancha (Cuenca), Rubielos Bajos (Cuenca), Valverde de Júcar (Cuenca), Vara de Rey (Cuenca), Villahermosa (Ciudad Real). 
- Datos: Q6093500